# Église Saint-Pierre de Ploubezre
L'église Saint-Pierre est située sur la commune de Ploubezre en France.

## Localisation
L'église est située sur la commune de Ploubezre dans le département des Côtes-d'Armor, dans la région Bretagne.

## Description
L'église est dédiée à saint Pierre et saint Paul. Son architecture hétérogène faite de remplois d'éléments anciens témoigne de son histoire multiséculaire : dans la nef, réutilisation de chapiteaux octogonaux du XVe siècle dont le style archaïque et fruste est encore imprégné de la tradition romane ; remploi d’un fenestrage gothique dans le transept sud ; clocher-mur, tour et porte monumentale ouest datés de 1577 élevés par Jean Le Taillanter ; nef reconstruite en 1851 après un incendie ; abside, chœur, sacristie et chapelle latérale en 1871 et restauration des bas-côtés, des transepts et de la sacristie en 1895 par Claude-Joseph Lageat.
La clôture de cimetière comporte cinq entrées et trois croix. Le long du mur nord, restes d'une inscription gothique peu lisibles.

## Historique
L'église, commencée au XIe siècle, conserve encore quelques restes primitifs, elle a été reconstruite au XVIe siècle. Le clocher campanile date de 1577.
Elle est classée partiellement au titre des monuments historiques par arrêtés du 19 novembre 1910 et du 4 juin 1930.

## Protection
Éléments protégés : le clocher de l'église (1910) ; le cimetière situé autour de l'église (4 juin 1930).

## Galerie

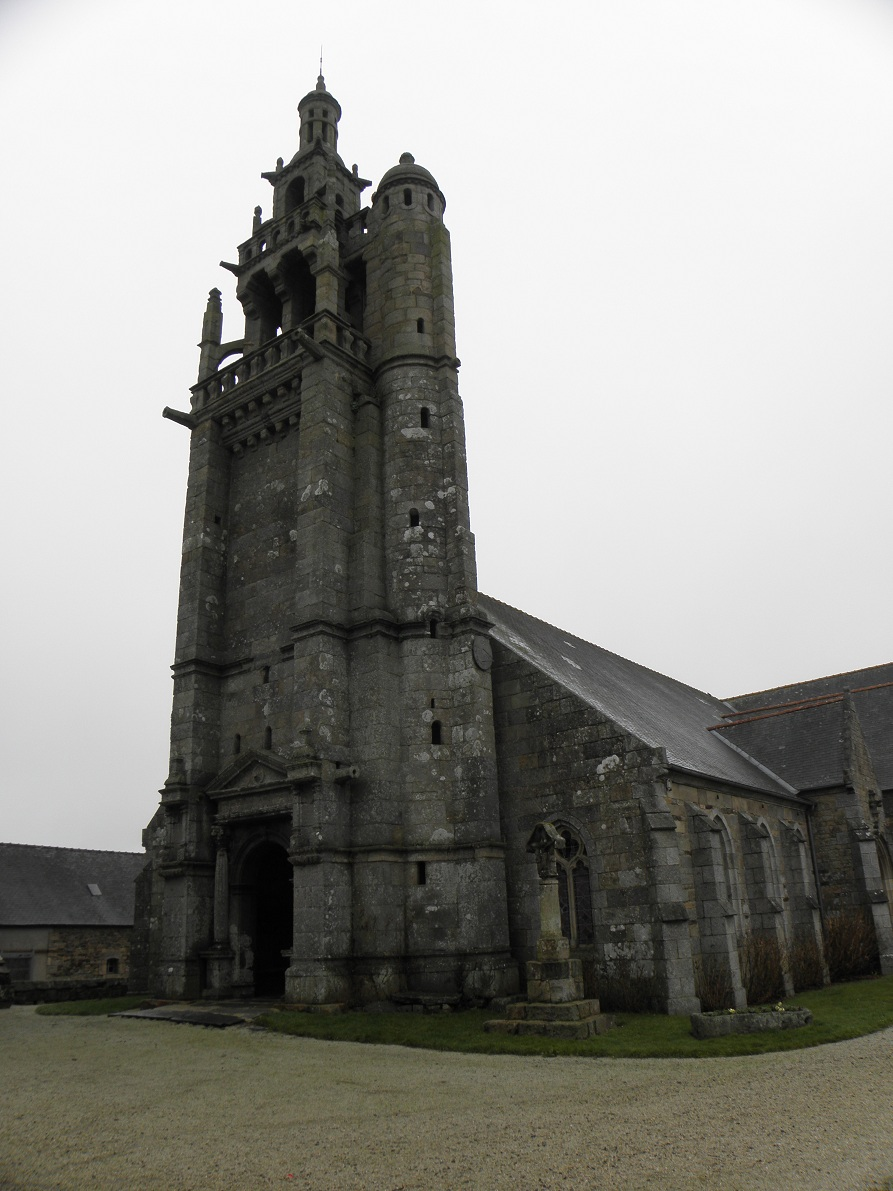
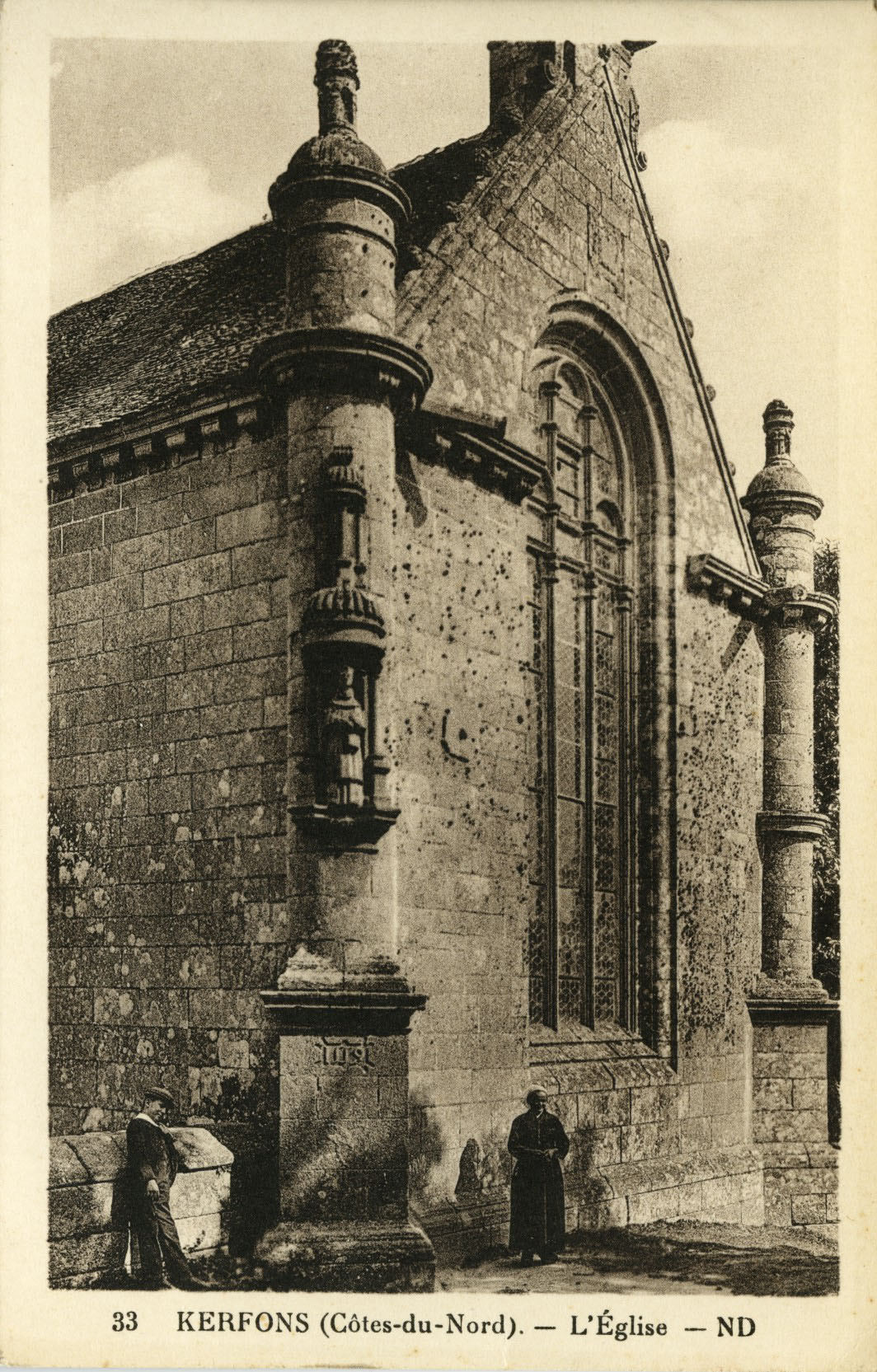
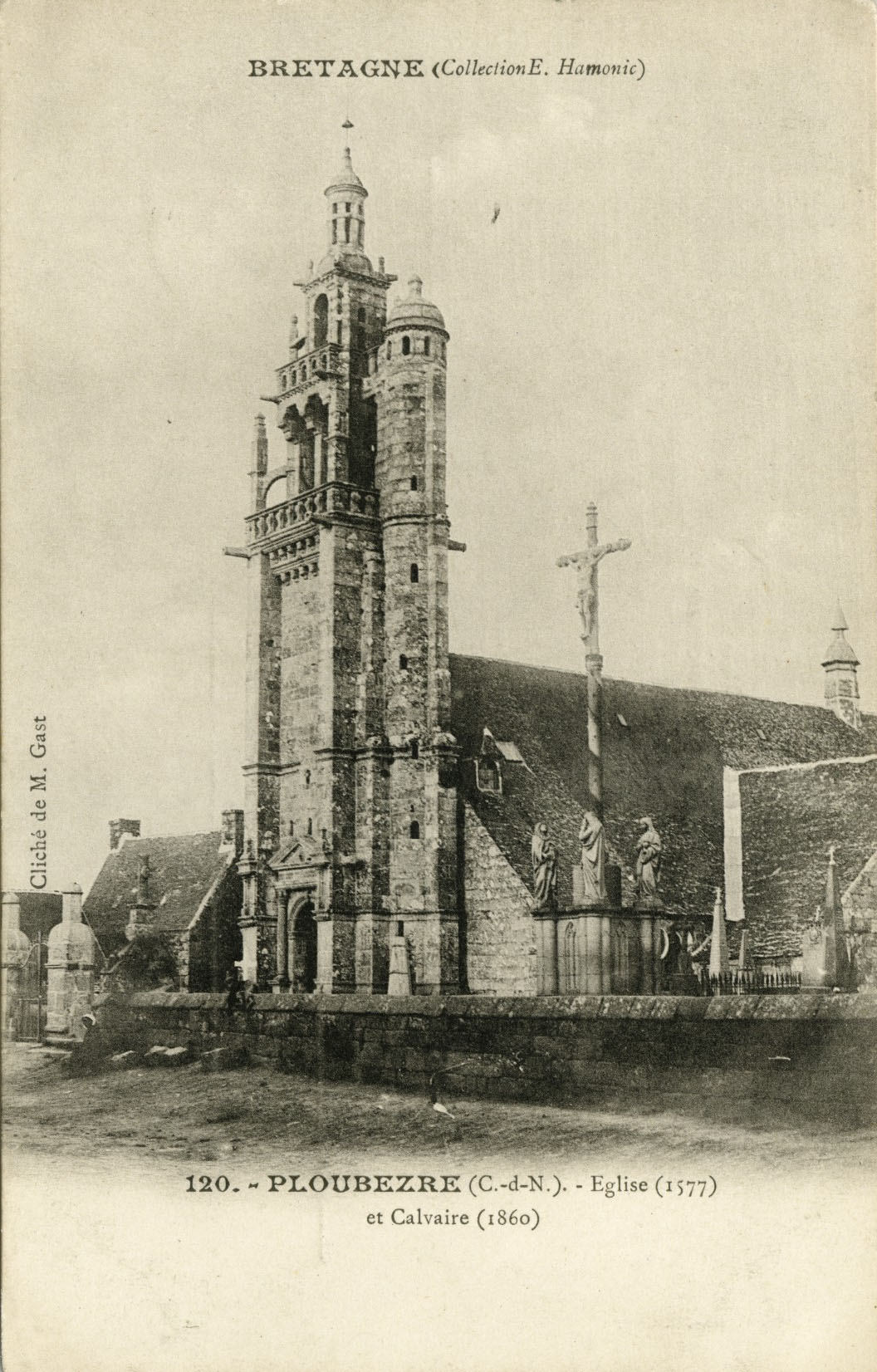
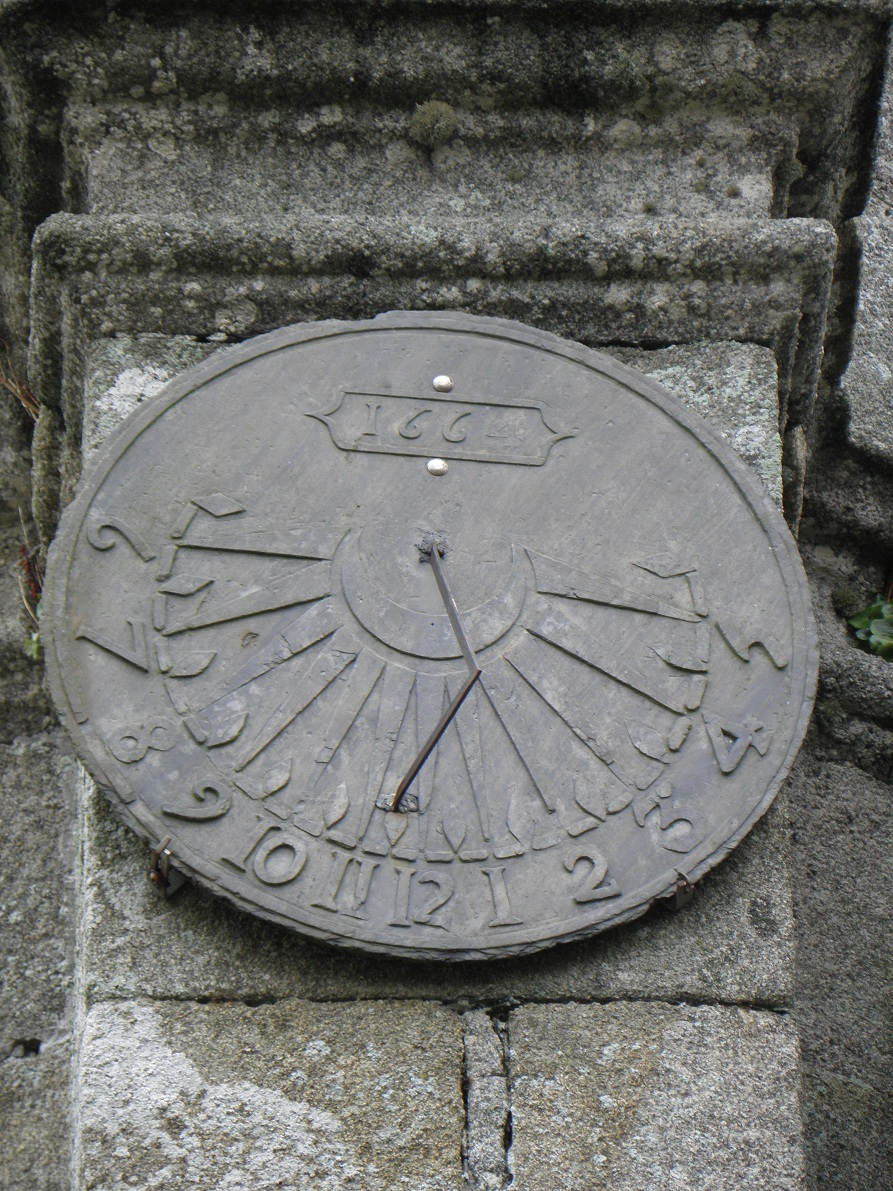